# No Gravity
Albums de Kiko Loureiro
Universo Inverso
(2006)
No Gravity est le premier album solo de Kiko Loureiro, guitariste du groupe brésilien de heavy metal Angra.

## Liste des morceaux
1. "Enfermo" – 04:02
2. "Endangered Species" – 05:10
3. "Escaping" – 05:34
4. "No Gravity" – 04:23
5. "Pau-de-Arara" – 07:00
6. "La Force de L'âme" – 04:32
7. "Tapping Into My Dark Tranquility" – 02:12
8. "Moment of Truth" – 04:29
9. "Beautiful Language" – 02:00
10. "In a Gentle Way" – 05:33
11. "Dilemma" – 04:12
12. "Feliz Desilusão" – 03:39
13. "Choro de Criança" – 01:10

## Formation
- Kiko Loureiro (guitare électrique, guitare classique, percussions, claviers, piano, basse)
- Mike Terrana (batterie)